# Turong Tousvasu
Turong Tousvasu (taj. ตุรงค์ ทรรพวสุ; ur. 4 września 1930) – tajski strzelec, olimpijczyk. 
Brał udział w igrzyskach olimpijskich w 1964 (Tokio). Wystąpił wówczas w strzelaniu z karabinu dowolnego w trzech pozycjach z odl. 300 metrów, w której zajął 29. miejsce (na 30 strzelców). 

## Wyniki olimpijskie
| Igrzyska | Konkurencja                               | Wynik | Miejsce    | Źródło |
| -------- | ----------------------------------------- | --- | ---------- | ------ |
| IO 1964  | Karabin dowolny, trzy postawy, 300 metrów | 1008 punktów W pozycji leżącej – 357 pkt. (95-82-92-88) W pozycji klęczącej – 343 pkt. (85-82-87-89) W pozycji stojącej – 308 pkt. (72-77-79-80) | 29 (na 30) | [ 1 ]  |